# Črna rasa
Črna rasa je zastarela klasifikacija ljudi, ki izvirajo iz delov Afrike in njihovih potomcev. 
Zanje je ponavadi značilna temnejša polt z močnejšo pigmentacijo, vendar pa se rasa lahko ljudem pripiše tudi na podlagi kulture, jezika, veroizpovedi, razreda in stereotipov. 
Rasa je družbena in ne biološka kategorija, za afriške populacije pa velja, da med njimi obstaja večja genetska raznolikost kot med celotnim preostalim svetom. Čeprav med človeškimi populacijami obstajajo številne razlike, biološki sistemi za svojo klasifikacijo potrebujejo jasno razmejene skupine populacij z doslednimi razlikami. Pri ljudeh takšnih lastnosti ni: za recimo temnopolt fenotip so lahko odgovorni povsem različni geni, ki nimajo skupnega evolucijskega izvora (torej, temna polt dveh oseb nima genetsko nič skupnega in se ti dve osebi genetsko med sabo razlikujeta bolj, kot bi se razlikovala od ljudi evropskega ali azijskega porekla).
Pripisovanje rase oziroma razlikovanje ljudi glede na rasno pripadnost imenujemo rasizem. Zgodovinsko je ta povezan z evropskim kolonializmom, v kontekstu temnopoltih in "črnske rase" pa zlasti z atlantsko trgovino s sužnji. Fiziološke, biološke in fenotipske razlike med Evropejci in preostalimi svetovnimi populacijami so bile uporabljene za upravičevanje diskriminatornih rasnih, etničnih in nacionalnih razlik. Sprva so temeljile na religiji in fizičnem videzu, kasneje pa so jih okrepila antropološka in zgodovinska spoznanja, ki so do devetnajstega stoletja postala močno orodje za podjarmljanje in nadzor neevropskih drugih.
Potomce afriških populacij v Severni Ameriki imenujemo Afroameričani.